# Lupinus buchtienii
Lupinus buchtienii är en ärtväxtart som beskrevs av Henry Hurd Rusby. Lupinus buchtienii ingår i släktet lupiner, och familjen ärtväxter. Inga underarter finns listade i Catalogue of Life.